# ميخائيل ماكيفر
ميخائيل ماكيفر (بالإنجليزية: Michael McIver)‏ هو لاعب كرة القدم الغالية بريطاني، ولد في 2 مارس 1986.